# Carex obliquitruncata
Carex obliquitruncata là một loài thực vật có hoa trong họ Cói. Loài này được Y.C.Tang & S.Yun Liang mô tả khoa học đầu tiên năm 2006.